# Gainsborough
Koordinaten: 53° 24′ N, 0° 46′ W
Gainsborough ist eine Stadt in der Region Lindsey der englischen Grafschaft Lincolnshire. Sie hat 19.110 Einwohner (Stand: 2001) und ist Verwaltungssitz des Distrikts West Lindsey. Gainsborough liegt 8 Kilometer nördlich der Grafschaftshauptstadt Lincoln.

## Sehenswürdigkeiten
Die wichtigste Sehenswürdigkeit ist das spätmittelalterliche Herrenhaus Gainsborough Old Hall. Das Freizeitzentrum West Lindsey Leisure Centre zieht Besucher auch aus der weiteren Umgebung an.

## Geschichte
Das Schloss Gainsborough Old Hall wurde um 1460 bis 1480 für Sir Thomas Burgh vorwiegend in Fachwerkbauweise errichtet und ist eines der am besten erhaltenen mittelalterlichen Gutshäuser in Großbritannien. Besonders sehenswert sind der monumentale "Große Saal" und die Aussicht vom gemauerten Nordostturm. 1483 besuchte König Richard III. das Schloss, 1541 König Heinrich VIII.
Nachdem Pläne, Gainsborough zu einer New Town zu entwickeln und so letztlich zu einem Wohnvorort von Sheffield zu machen, nicht verwirklicht wurden, blieb die Stadt weiterhin ein kleiner Marktort.
Der Uferbereich des durch Gainsborough führenden Trent wurde vor kurzem umgebaut und mit Aufenthaltsbereichen versehen, um Einwohnern und Touristen einen besseren Zugang zum Fluss zu ermöglichen.

## Söhne und Töchter der Stadt
- Halford John Mackinder (1861–1947), Geograph
- Sybil Thorndike (1882–1976), Schauspielerin
- Arthur Brown (1885–1944), Fußballspieler
- Frank Airey (1887–1948), Fußballspieler
- Charles Marshall (1901–1973), Radrennfahrer
- Victor Feather, Baron Feather (1908–1976), Gewerkschaftsfunktionär und Life Peer
- Neave Parker (1910–1961), Tiermaler und Paläokünstler
- John Saville (1916–2009), Historiker
- Peter Atkinson (* 1949), Fußballspieler
- Julia Deakin (* 1952), Schauspielerin
- Christine Foyer (* 1952), Biochemikerin
- Paula Jacklin (* 1957), Dartspieler
- Eddie Lovely (* 1968), Dartspieler

## Sonstiges
Gainsborough war Vorbild für George Eliots „St. Ogg's“ in The Mill on the Floss (deutsch: Die Mühle am Floss) Diese Mühle lässt sich noch heute lokalisieren.

## Partnerstadt
- Neunkirchen (Siegerland), Deutschland